# Димитрий Донской (танковая колонна)
Танковая колонна «Димитрий Донской» — танковая колонна, созданная по инициативе Московской патриархии на пожертвования верующих и переданная в 1944 году танковым войскам СССР. В её состав входили 19 танков Т-34-85 и 21 огнемётный танк ОТ-34.

## История создания

Колонна «Дмитрий Донской» в день передачи армии

30 декабря 1942 года Патриарший Местоблюститель митрополит Сергий обратился с призывом к архиереям, священникам и приходским общинам Русской Церкви:
«Повторим от лица всей нашей Православной Церкви пример Преподобного Сергия Радонежского и пошлем нашей армии вместе с нашими молитвами и благословением вещественное показание нашего участия в общем подвиге: соорудим на наши пожертвования колонну танков имени Димитрия Донского»
Одновременно он направил новогоднее приветствие И. В. Сталину. Сообщая о приглашении духовенства и верующих к пожертвованиям на бронетехнику, митрополит просил открыть специальный счёт в Госбанке. Телеграмма митрополита и ответ Сталина: «Указание об открытии специального счёта в Госбанке дано» были опубликованы во всех газетах. Таким образом, верующие получили возможность жертвовать на танковую колонну даже в тех областях, где не имелось ни одного действующего храма.
В короткий срок на строительство 40 танков было собрано свыше 8 миллионов рублей.  Они были построены на Нижне-Тагильском танковом заводе. Однако торжественная передача танков Красной армии оказалась возможной лишь через полгода после встречи И. В. Сталина с тремя митрополитами и начавшимися за ней переменами в церковной жизни. Она состоялась 7 марта 1944 года в 5 километрах северо-западнее Тулы, у деревни Горелки. На митинге со словом выступил митрополит Крутицкий Николай (это была первая в годы войны официальная встреча церковного иерарха с бойцами Красной Армии):
«Гоните ненавистного врага из нашей Великой Руси. Пусть славное имя Дмитрия Донского ведет нас на битву за священную русскую землю. Вперед, к победе, братья-воины!»

## Боевое применение
Танки с надписью «Димитрий Донской» из 38-го отдельного танкового полка по официальным данным уничтожили более 1400 немцев, 40 орудий, более 100 пулеметов, 38 танков (часть из них захватили целыми), 17 бронетранспортеров и более 100 автомобилей.

## Современное состояние
После окончания Великой Отечественной войны уцелевшие танки колонны «Димитрий Донской» были установлены на экспозиции в музеях вооружённых сил Москвы, Ленинграда и Тулы. В 2005 году, по благословению патриарха Алексия II, в московском Донском монастыре один из уцелевших танков колонны был установлен в память о прихожанах и священнослужителях, на чьи пожертвованные средства она была создана.
В современных танковых музеях последние годы стало модным выставлять Т-34-85 в раскраске «Дмитрия Донского».